# 洸河街道
洸河街道，是中华人民共和国山東省济宁市任城区下辖的一个乡镇级行政单位。

## 行政区划
洸河街道下辖以下地区：
东闸社区、西闸社区、王齐庄村、江庄村、杨楼村、苏西村、苏东村、黄庄村和三郭村。